# Jaenneke Pis
Jaenneke Pis je bronzová soška v Bruselu zobrazující malou močící holčičku. Tvoří protějšek k mnohem známějšímu symbolu města – čůrajícímu chlapečkovi (Manneken Pis).
Sošku vytvořil Denis-Adrien Debouvrie v roce 1985. O dva roky později byla umístěna na konec slepé uličky Impasse de la Fidélité/Getrouwheidsgang, asi 200 m severně od Grand Place. Jde o jednu z postranních ulic odbočujících z Rue des Bouchers/Beenhouwersstraat, známé především množstvím restaurací. Soška je umístěna poblíž baru Délirium Café. Na noc bývá zabezpečena mříží.
V roce 1998 byla v Bruselu odhalena třetí „čůrající socha“, tentokráte psa – Zinneke Pis.